# Милорад Живковић
Милорад Живковић (Мркоњић Град, 2. мај 1963) је српски политичар, доктор и некадашњи посланик у државном парламенту.

## Биографија
Милорад Живковић је рођен 2. маја 1963. године од оца Драгојла и мајке Ристе. Рођен је у Мркоњић Граду. Основну школу и гимназију је завршио у родном мјесту. 1988. године је дипломирао на Медицинском факултету у Тузли. 2004. године је магистрирао на Медицинском факултету у Бања Луци, а 2013. године је докторирао на истом факултету. Од 1989. године, по завршетку факултета, радио је наредних осам година као доктор у Дому здравља Добој, а затим још двије године у општој болници. Од 1999. до 2003. године је био национални координатор за репродуктивно здравље у Републици Српској.
Живковић је члан Савеза независних социјалдемократа (СНСД). На изборима 2000. године је изабран за посланика у Народној скупштини Републике Српске. Затим је од 2002. године у три мандата био посланик у Представничком дому Парламентарне скупштине Босне и Херцеговине.

## Страначка припадност
| Странка                           | Мјесто | Година     |
| --------------------------------- | ------ | ---------- |
| Савез независних социјалдемократа | Члан   | 2000—данас |

## Приватни живот
Милорад Живковић је ожењен и са супругом Слободанком има двоје дјеце, сина Немању и ћерку Теодору.